# 岡崎海軍航空隊

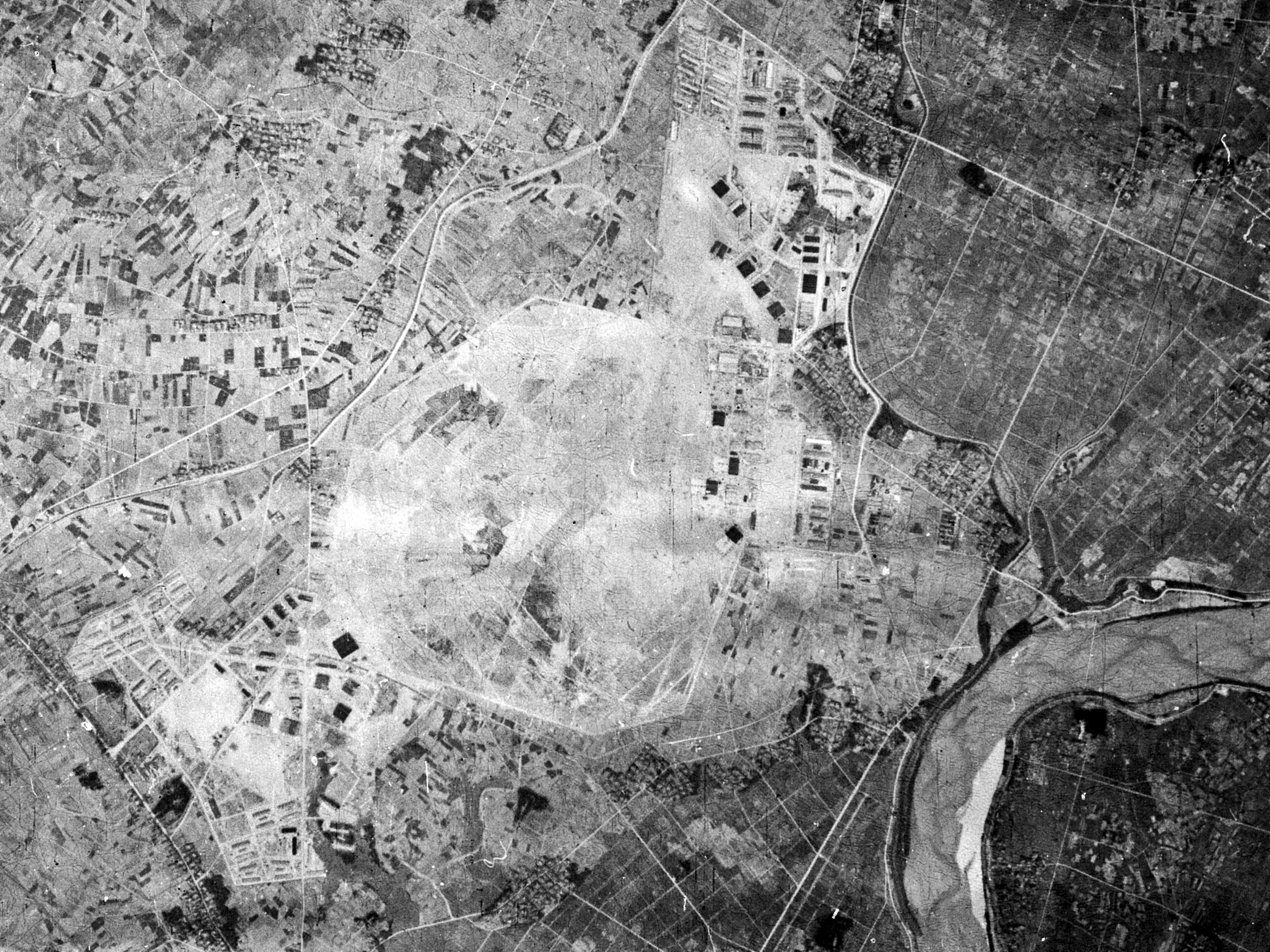
第三岡崎海軍航空基地（桝塚飛行場）（1945年）
転圧式ののため、滑走路位置確認は困難。

岡崎海軍航空隊(おかざきかいぐんこうくうたい)は、大日本帝国海軍の部隊・教育機関の一つ。太平洋戦争開戦に向けての出師準備の一環として、急増した整備要員の大量養成を図るために設置した。増員が困難になった河和海軍航空隊の分遣隊から発展した「第一岡崎海軍航空隊」、その第一岡崎空の分遣隊から派生した「第二岡崎海軍航空隊」は、もっぱら実際に機体を整備する兵・下士官の養成に振り向けられた。さらにまったく系統が異なる陸上機搭乗員の練成部隊も追加され、「第三岡崎海軍航空隊」と呼称した。

## 第一岡崎海軍航空隊
ミッドウェー海戦での大損失を補填すべく、実施部隊の駐留地として、愛知県碧海郡矢作町・上郷村（現岡崎市・豊田市・安城市）の農地を収用し、岡崎飛行場を造成した。しかしガダルカナル島の攻防が始まり、航空要員の急速養成に迫られたため、教育部隊の設置を優先して整備教育航空隊を設置することとなった。第一岡崎航空隊の前身となる河和海軍航空隊岡崎分遣隊は滑走路の南西に兵舎を構えた。
- 1944年（昭和19年）

2月1日 - 河和海軍航空隊岡崎分遣隊設置。河和空より教官・練習生の一部転入。
4月1日 - 独立し「岡崎海軍航空隊」開隊。第十八連合航空隊に編入。
5月15日 - 甲飛14期生781名入隊。以後、10月まで14期生が毎月入隊。
8月15日 - 下郷分遣隊独立。「第一岡崎海軍航空隊」に改称。
11月15日 - 乙飛23期707名入隊。
12月15日 - 乙飛24期624名入隊。
- 1945年（昭和20年）

3月1日 - 十八連空解散、第二〇連合航空隊に編入。
6月1日 - 整備訓練教育凍結。本土決戦用地上戦部隊に変更。
7月31日 - 解隊。
整備訓練の凍結とともに、訓練生は本土決戦要員として陸戦訓練に従事する一方、伊勢湾・三河湾の防衛陣地構築に借り出された。

### 主力機種
訓練用教材として各種機材が用いられ、飛行訓練・実戦に使用できる機体は保有していない。

### 歴代司令
- 宮本武（昭和19年4月1日 - ）
- 山田慈郎（昭和19年12月30日 - ）
- 渡辺次郎（昭和20年5月10日－昭和20年7月31日解隊）

## 第二岡崎海軍航空隊
岡崎分遣隊では収容できない生徒の養成を図るため、分派隊とは滑走路をはさんで反対側の北東部に増設され、同様に整備教育を開始した。滑走路が障害となって両隊の交流は乏しく、独立するまでは所在地の上郷村にちなんで「上郷分遣隊」を名乗った。
- 1944年（昭和19年）

4月1日 - 岡崎航空隊上郷分遣隊設置。
5月15日 - 甲飛14期生655名入隊。以後、10月まで14期生が毎月入隊。
8月15日 - 独立し「第二岡崎海軍航空隊」開隊。第十八連合航空隊に編入。
11月15日 - 乙飛23期789名入隊。
12月15日 - 乙飛24期770名入隊。
- 1945年（昭和20年）

3月1日 - 十八連空解散、第二〇連合航空隊に編入。
6月1日 - 整備訓練教育凍結。本土決戦用地上戦部隊に変更。
7月31日 - 解隊。
第一岡崎空と同じく、陸戦要員・陣地構築作業に振り向けられた。

### 主力機種
訓練用教材として各種機材が用いられ、飛行訓練・実戦に使用できる機体は保有していない。

### 歴代司令
- 村角安三（昭和19年8月15日－昭和20年7月31日解隊）

## 第三岡崎海軍航空隊
昭和17年4月1日に開隊して操縦教育を担ってきた名古屋海軍航空隊の大量増員に対応するため、岡崎に名古屋空の分遣隊を設置することになった。実機を運用するために、滑走路と第二岡崎空の間にあった空き地に割り込んで兵舎が増設されて駐留した。
- 1944年（昭和19年）

9月14日 - 名古屋海軍航空隊岡崎分遣隊を設置、甲飛13期の中間練習を開始。
- 1945年（昭和20年）

2月11日 - 独立し「第三岡崎海軍航空隊」開隊。第十一連合航空隊に編入（定数：練習機144）。
5月5日 - 十一連空解散、第五航空艦隊第十三航空戦隊に編入、実施部隊に変更。
6月6日 - 特攻隊編成を下令、下旬に3個特攻隊を編成し笠之原・西条・姫路へ進出。
終戦後武装解除・解散。
岡崎空としては特攻作戦に従事していないが、訓練を積んだ練習生たちの多くが沖縄への特攻作戦に従事して戦死者を出している。3基地に進出した特攻隊は、来るべき本土決戦に備えて温存策が図られたものの、相次ぐ空襲の中で機体の喪失が相次いだ。

### 主力機種
- 九三式中間練習機
- 二式陸上中間練習機
- 白菊 (航空機)

など多様な練習機各種。

### 歴代司令
- 室井留雄（昭和20年2月11日 - ）
- 山下栄（昭和20年6月15日－終戦後武装解除）

## 戦後の岡崎基地
連合軍が駐留し、部隊の解散と機体の処分が実施された。撤退後は引揚者に解放され、開墾の末に農地へ戻った。ただし、収用で追い出された旧来の地主との確執が生じたり、開拓者同士でも、豊田・岡崎・安城のどの自治体に帰属するか衝突が起きたりと、混乱はしばらく続いた。跡地は農地を経て、都市化によって変貌している。戦災を免れた第二岡崎空の兵舎は、新制中学制度発足の際に上郷村立上郷中学校へと転用された。